# Onciale 0100
- Papyrus
- Onciale
- Minuscules
- Lectionnaire

Le Codex 0100, portant le numéro de référence 0100 (Gregory-Aland), ε 070 (Soden), est un manuscrit du Nouveau Testament sur parchemin écrit en écriture grecque onciale. Manuscrit bilingue grec-copte.

## Description
Le codex se compose d'une folio. Il est écrit en deux colonnes, de 33 lignes par colonne. Les dimensions du manuscrit sont 37 x 38 cm. Les paléographes datent ce manuscrit du VIIe siècle,. 
C'est un manuscrit contenant le texte incomplet de l'Évangile selon Jean (20,26-27.30-31). 
Le texte du codex représenté type mixte. Kurt Aland ne l'a pas placé dans aucune Catégorie. 
Le manuscrit a été examiné par Émile Amélineau, une paléographe.
Lieu de conservation
Il est actuellement conservé à la Bibliothèque nationale de France (Copt. 129.10), à Paris,.